# Eremias przewalskii
Eremias przewalskii är en ödleart som beskrevs av Strauch 1876. Eremias przewalskii ingår i släktet löparödlor, och familjen lacertider.
Arten förekommer i centrala Asien från Kirgizistan till Mongoliet och till angränsande regioner av Ryssland och Kina. Honor lägger inga ägg utan föder levande ungar.

## Underarter
Arten delas in i följande underarter:
- E. p. przewalskii
- E. p. tuvensis